# Strandhusen

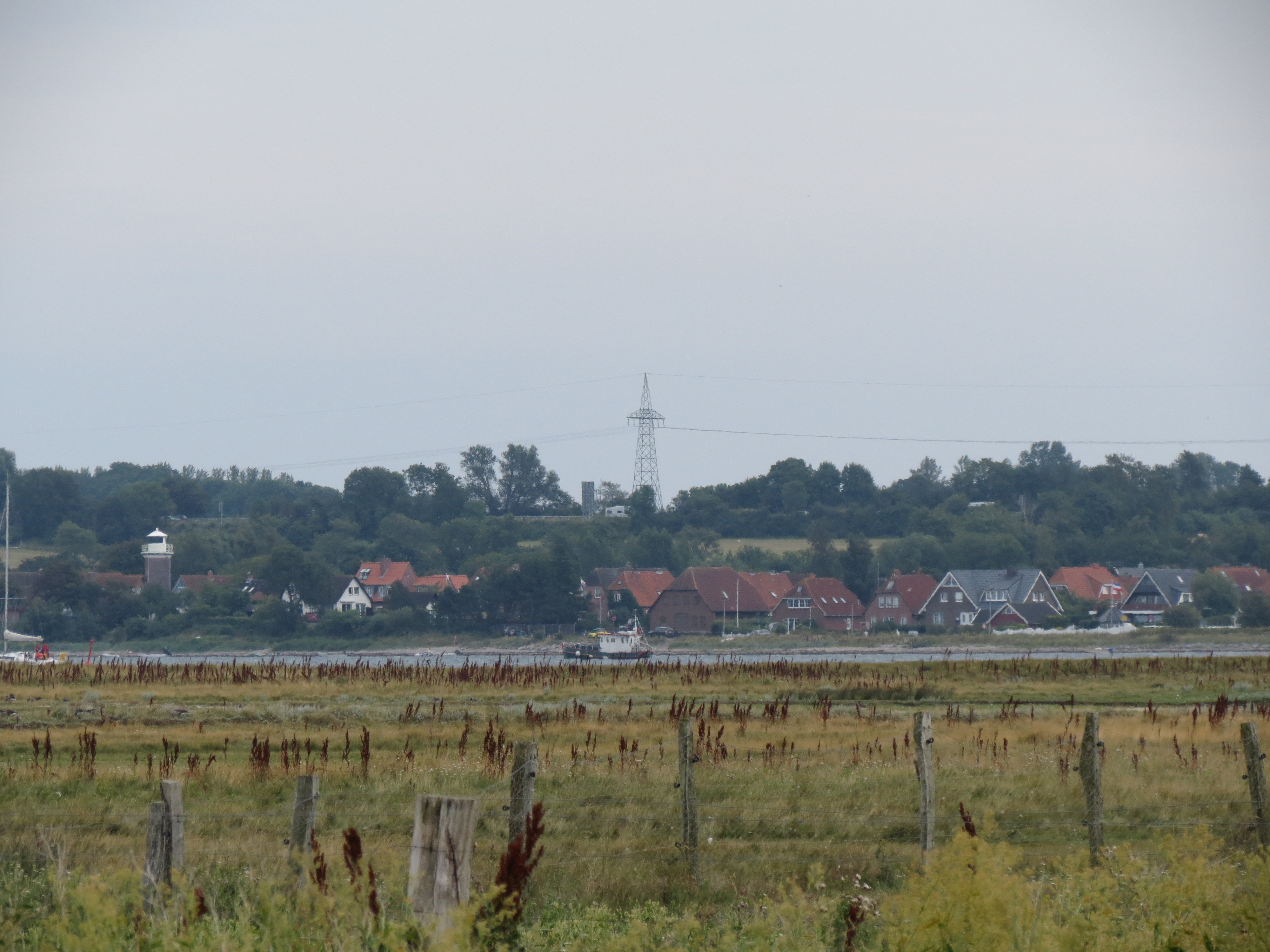
Strandhusen von der Halbinsel Graswarder aus gesehen

Strandhusen ist ein Ortsteil der Stadt Heiligenhafen im Kreis Ostholstein in Schleswig-Holstein.

## Lage
Strandhusen liegt unmittelbar an der Ostsee am Fehmarnsund, etwa zwei Kilometer östlich von Heiligenhafen gegenüber der Halbinsel Graswarder.

## Geschichte
Strandhusen ist ein ehemaliges Fischerdorf. Bedeutung erlangte es als Standort des Leuchtfeuers für den Hafen Heiligenhafen. Als erstes Leuchtfeuer wurde 1885 eine Schiffslaterne  an einem Fischerhaus angebracht. Am 15. Januar 1907 wurde der erste Leuchtturm, ein Rundbau mit zwölf Metern Höhe, in Betrieb genommen. Dieser wurde 1938 durch den 19 Meter hohen viereckigen Leuchtturm Heiligenhafen ersetzt, der bis heute Bestand hat und das Ortsbild prägt.